# Blandaren

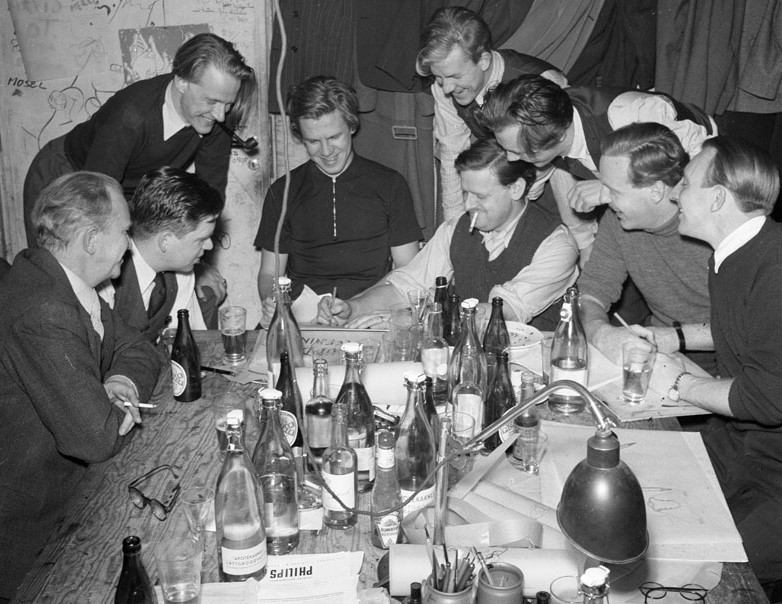
"Blandarens" redaktion 1943. Från vänster: Engströmer, Olsson, Lindroos, Thafvelin, Molander, Asplund, Knutsson och Orlando.

Blandaren är världens äldsta, fortfarande utkommande humortidskrift grundad 1863 av studenter vid Teknologiska Institutet, nuvarande Kungliga Tekniska Högskolan (KTH) i Stockholm. Blandaren utkom ursprungligen med två nummer per år; Vårblandaren och Gåsblandaren. Den senare kom först ut vid Mårtensgås, senare vid Lucia, men numera i början av december.
Blandaren består idag endast av Gåsblandaren, vilken ges ut i egen volym, och Vårblandaren är antingen gästbilaga i olika andra tidningar eller flyter ihop med Gåsblandaren. Tidskriften saluförs av teknologer på gator och torg i centrala Stockholm i december.  Teknologerna bär färgglada väl utsmyckade overaller och ropar: Blandaren!, men Ryös antikvariat i Stockholm saluför även Blandaren året runt.
Blandaren har under åren varit associerad med KTH och Tekniska Högskolans Studentkår på olika sätt, men är sedan 1969 en fristående ideell förening.
Blandaren har genom åren haft många redaktörer, ett par kända är bland annat arkitekterna Harald Thafvelin, Mats Erik Molander (mem),  Bengt Lindroos (Lazy), och Maja Säfström.

## Estetik
Blandarens utmärkande drag är att lika stor vikt läggs ner vid den språkliga utformningen av innehållet som vid det bildmässiga. 
Blandarens estetik kretsar ofta kring mötet mellan ordet och bilden. Bilderna är nämligen sällan gjorda för en speciell text.

## Blandarens stipendiefond till Edward Sminks dåliga minne
Blandaren ger också stipendier till diverse verksamheter och eller enskilda människor. Det krävs inga särskilda ansökningshandlingar för att söka Blandarens stipendiefond till Edward Sminks dåliga minne, men det existerar en lista på tolv krav där ett eller flera ska uppfyllas.
| År   | Mottagare                 |
| 2005 | Louise Tael, poet         |
| 2006 | Monica Lehn Domnick       |
| 2007 | Per-Arne Sträng           |
| 2008 | Jan och Maria Berglin     |
| 2009 | Leo Marco Englund         |
| 2012 | Maja K Zetterberg         |
| 2013 | Anna Larsson, rymdstudent |
| 2016 | Mimi Fürst                |
| 2017 | Moa Lundqvist             |
| 2018 | Saga Berlin               |
| 2020 | Broderiklubben            |
| 2022 | Rebecka Bebben Andersson  |